# Кузьма, Алексей Михайлович
Алексей Михайлович Кузьма (1875, село Печения, в настоящее время Золочевского района Львовской области — 22 мая 1941, Львов) — украинский и советский журналист, офицер австро-венгерской армии, сотник УГА, редактор газеты УНДО «Свобода».

## Биография
После окончания гимназии учился на юридическом и философском факультетах Львовского университета. Обучение не завершил из-за недостатка средств.
1902 издал сборник очерков «Наброски Алексея Кузьмы». Работал в редакции газеты «Дело». Во время Первой мировой войны воевал в австро-венгерской армии, весной 1915 в городе Перемышль попал в русский плен. Находился в лагере в городе Уфа (ныне Башкортостан, Российская Федерация). Вернулся в Галичины в конце 1918. В составе УГА участвовал в революций 1917—1921. Участник ноябрьских боёв 1918 года во Львове. Некоторое время содержался в польских лагерях для интернированных. После освобождения и вплоть до 1938 года продолжал работать в газете «Дело»; одновременно с 1922 по 1938 — редактор официального органа УНДО газеты «Свобода». Публиковал в галицкой прессе материалы по истории национальных соревнований.
Опираясь на украинском и польские источники, беспристрастно осветил непосредственную подготовку и ход Ноябрьского чина в работе «Ноябрьские дни 1918 года» (Львов, 1931, 2003; Нью-Йорк, 1960), что по сей день остаётся лучшим описанием военного аспекта установления украинской власти во Львове осенью 1918 (содержит большое количество фото, планы, карты и т. д.).